# Rictichneumon lombardi
Rictichneumon lombardi är en stekelart som först beskrevs av Berthoumieu 1897.  Rictichneumon lombardi ingår i släktet Rictichneumon och familjen brokparasitsteklar. Utöver nominatformen finns också underarten R. l. judaicator.